# Delpinophytum patagonicum
Delpinophytum es un género monotípico de plantas fanerógamas pertenecientes a la familia Brassicaceae. Su única especie, Delpinophytum patagonicum, es originaria de Argentina.

## Taxonomía
Delpinophytum patagonicum fue descrita por Carlos Luis Spegazzini y publicado en Anales del Museo Nacional de Buenos Aires 9: 9. 1903.
Sinonimia
- Coronopus patagonicus (Speg.) Muschl.
- Delpinoella patagonica Speg.[3]